# Matylda Baczyńska
Matylda Baczyńska (ur. 2 marca 1984 we Włocławku) – polska aktorka teatralna i filmowa.

## Życiorys
Jest absolwentką I LO im. Ziemi Kujawskiej we Włocławku. W 2007 ukończyła studia na PWST w Krakowie, a w 2008 ukończyła studia na wydziale aktorstwa dramatycznego na tej uczelni. Na trzecim roku studiów zagrała Marynię Dąbrowską w Korowodzie Jerzego Stuhra. Od 2008 występuje w serialu Plebania jako Magda. Wystąpiła w takich spektaklach teatralnych jak Góra Góry (2007), Zaduszki Wyspiański (2007) i Ryszard III (2007).

## Filmografia
- 2007 – Valkaama jako Runa
- 2007 – Korowód jako Marynia Dąbrowska
- 2009 – Cisza (jako Ola)
- 2010 – M20
- 2010 – Święty interes jako Nikola Dujnikówna, córka sołtysa
- 2010 – Pamiętnik jako Lena
- 2011 – Uwikłanie jako Jadwiga Telakowa w latach 80[1].

### Seriale telewizyjne
- 2008-2010 – Plebania (jako Magda)
- 2010 – Ojciec Mateusz (odc. 46 – Karolina)
- 2011 – Rezydencja
- 2011-2012 – Julia (odc. 34)
- 2011-2012 – Ludzie Chudego jako Violetta